# Ferrain
De Ferrain is een streek in het Franse Noorderdepartement, ten noordoosten van de stad Rijsel (Lille), tegen de Belgische grens. Het was een van de vijf landen of kwartieren van de kasselrij Rijsel.

## Ligging
De Ferrain strekt zich uit in een sikkel van het noordwesten, langs de Belgische grens en de rivier de Leie met de steden Komen en Halluin, tot Lannoy in het zuidoosten. De regio ligt in de Europese Vlakte, maar wordt wel gekarakteriseerd door enkele getuigenheuvels in Halluin, Linselles en Wervicq-Sud. Deze heuvels reiken tot 60 m hoog en begrenzen de alluviale vlakte van de Leie ten westen.
Gemeenten en plaatsen in de Ferrain zijn Baisieux, Bondues, Bousbecque, Komen (Comines), Croix, Deûlémont, Forest-sur-Marque, Halluin, Hem, Lannoy, Leers, Linselles, Lys-lez-Lannoy, Marcq-en-Barœul, Marquette-lez-Lille, Mouvaux, Neuville-en-Ferrain, Quesnoy-sur-Deûle, Roncq, Roubaix, Sailly-lez-Lannoy, Toufflers, Tourcoing, Waasten (Warneton), Wambrechies, Wasquehal, Wattrelos, Wervicq-Sud en Willems.

## Geschiedenis

Wapen van Komen tijdens het ancien régime

Een deel van het gebied op de rechteroever van de Deule, stroomafwaarts van de samenvloeiing met de Marque, was geen onderdeel geworden van de Kortrijkgouw (Latijn: pagus Curtracensis). Dit was de Ferrain, die tot de Kasselrij Rijsel behoorde, in Rijsels-Vlaanderen. Historisch gezien behoorden ook de plaatsen Bailleul, Estaimbourg en Templeuve-en-Dossemer, tegenwoordig in België, een tijd tot de dit gebied. Tijdens het ancien régime was Komen de hoofdplaats en ook Lannoy was een belangrijke stad. Door de industriële revolutie ontwikkelden in de 19de eeuw vooral de steden Tourcoing en Roubaix zich sterk op demografisch en economisch gebied en werden dit de grootste steden.
Tegenwoordig is het gebied een onderdeel van de agglomeratie en instelling voor intergemeentelijke samenwerking Métropole européenne de Lille (Europese metropool van Rijsel).